# BLACK BIRD (漫画)
『BLACK BIRD』（ブラックバード）は、桜小路かのこによる日本の少女漫画。『Betsucomi』（小学館）にて2006年7月から2012年12月まで連載された。
人間と妖怪との恋愛（異類婚姻譚）をテーマとした物語。物語は4部構成となっており、第一章では主人公と初恋の人である妖怪・天狗の青年との出会い、第二章では主人公と天狗が仲を深める過程、第三章では主人公と天狗が結ばれた後に発生した新たな問題、最終章では主人公と天狗の身に起こった最後の問題とその結末がそれぞれ描かれる。
単行本は全18巻、累計350万部を突破している。2009年、第54回（平成20年度）小学館漫画賞少女向け部門受賞。
2009年1月21日に『今様天狗綺譚 BLACK BIRD』のタイトルでドラマCDが発売された。
同年8月4日に英語版の第1巻がビズメディアから刊行された（ISBN 1-4215-2764-2）。

## あらすじ
――ずっと待っていた初恋の人は、妖だった…。
幼い頃から、妖怪が見える原田実沙緒。そんな彼女をいつも守ってくれたのは、初恋の人・鳥水匡。
「いつかまた迎えにくるから…」月日は流れ、子供の時に交わした約束どおり、16歳の誕生日の前日に実沙緒は匡と再会する。しかし、そこで実沙緒は自分が「仙果の娘」と呼ばれる特殊な人間だということを知らされる。「仙果の娘」とは妖に力を与えるという特殊な女性で、16歳を境にその力が発現し、仙果の血を妖が飲めば寿命が延び、肉を喰べた妖には不老不死を与え、花嫁に迎えればその一族に繁栄をもたらすと言われていた。そして、いつも実沙緒を守ってくれていた初恋の人・匡の正体は、実沙緒を狙う妖「天狗」だった。
実沙緒と匡は、実沙緒を狙う他の妖達との争いの中で少しずつ絆を深め、遂に結ばれる。しかし、幸せを掴んだ2人をさらなる試練が待ち受けていた。

## 登場人物
声はドラマCD版 / 演は舞台版のキャスト。

### 主人公
原田 実沙緒（はらだ みさお）
声：高橋美佳子 / 演 - 朝倉ふゆな
本作の主人公。100年に一度生まれる「仙果の娘」と呼ばれる特殊な人間で、幼い頃から普通の人間には見えない妖怪が見えていた。高校生で、年齢は16歳-17歳（物語開始当初から終盤まで。最終話では23歳）。157cm。9月26日生まれ。
16歳の誕生日の前日に、自分の学校に教師としてやってきた初恋の人・烏水匡と再会するが、そこで自分が「仙果の娘」であることと匡が妖怪だったという事実を知らされる。初めは強引な匡を拒絶していたが、仙果である自分の運命や匡の想いを知るうちに匡とともに生きる決意を固める。幼い頃に隣の屋敷に住んでいた烏水兄弟と出会っているが、匡に関するすべての記憶は祥の暗示によって封印されていた。物語後半で匡と結ばれた後、祥に幼少時の記憶を戻してもらった。お酒を飲むとキス魔になる。八大天狗やあやめからは「姫様」と呼ばれている。
物語の後半で渡辺頼光が起こした事件の際に、重傷を負った匡の命を助けるために彼に抱かれることで自分の力を分け与えることを決意。匡に「幼い頃の約束（＝大きくなったら自分と結婚してほしい）を守って自分を嫁にしてほしい」と自ら頼み、彼と結ばれた。
終盤で匡の子供を懐妊したことが判明し、それを期に高校を中退し匡と結婚。しかし、自分を狙ってきた妖怪・鵺から「妊娠した仙果の娘はお腹の子供に精気を吸われ、最終的に出産と同時に死ぬ」事を知らされる。そのため実沙緒を死なせたくないと願っていた匡に子供の堕胎を嘆願され、一時彼と対立してしまったが、「子供を堕胎すれば周囲の妖怪達を敵に回し、匡や八大天狗達にも危害が及ぶかもしれない」と考えたことから子供を産むと決意した。
その後は匡に延命の方法を探してもらっていたが、匡が自分だけを生かそうとしていること・彼が自分を想うあまりに死の原因となる子供を憎んで実沙緒の後を追おうとまで思い詰めている事を知り、再び匡と対立してしまう。そのことからストレスを抱えて倒れてしまうが、その際に夢の中で自分の子供に出会い、同時に匡が自分をどれだけ大事に想っていたかを知った。その後、匡に「二人で一緒に生きたい」と自分の想いを打ち明け、彼と和解することが出来た。
翌年の春、出産予定日から数日後に匡の子供を出産する。その際生死の境をさまようが、匡が実沙緒から「預けられた」仙果の力を実沙緒に口移しで与える（実沙緒に力を返す）ことで蘇生した。その後遺症か足が不自由になったが、6年後には歩ける程度に回復。その後もリハビリに通い続けており、匡に支えられていることが語られた。

### 烏水
烏天狗の一族。天狗は高等な妖。長の親衛隊的存在である八大天狗（はちだいてんぐ）は、臣下の中から実力の優れた者を選出する。それぞれ役職名が付けられている。また、男性の天狗には全て「う」で終わる名前,女性には「花」の名前がついている。
役職名は「天狗経」に登場する八大天狗から取られている。
烏水 匡（うすい きょう）
声：子安武人 / 演：松村優
烏水一族の長。20歳（最終話では28歳）。183cm。1月9日生まれ。
次男で、幼い頃は正式な嫡男・祥の臣下に下ることになっていたが、実沙緒との約束を守り、10年かけて、当主になった。幼い頃兄の祥に傷つけられる実沙緒を守りたいと思い、血のにじむような努力の末に実沙緒のために長になった。実沙緒の学校では副担任であり数学教師。
渡辺頼光に調伏されかかって重傷を負った事件がきっかけとなり、頼光の調伏に耐える力を身につけるため実沙緒を抱く決意をする。そして実沙緒と結ばれ、「最強の妖」となったが、それによって他の妖怪達が人間への無差別攻撃を開始する事態を招き、更に反魂の術で蘇った兄と争うこととなり、その末に自らの手で兄を討った。
祥との戦いに決着をつけた後、実沙緒の妊娠を知ったのを機に彼女と結婚。しかしその後、実沙緒を狙ってきた妖怪から「仙果の娘は出産と同時に死ぬ」事を聞かされ、実沙緒を死なせたくないと願うあまり彼女に子供を堕胎するよう嘆願したが、実沙緒の強い決意を知って考えを改め、彼女を延命させる方法を探すこととなる。
実沙緒を大切に思うあまり彼女だけを生かそうとしており、終盤で父から聞いた「保存の術」を実沙緒にかけて彼女を生かそうとする。更には実沙緒の死の原因になり得る自分達の子供に憎しみを抱き、実沙緒の死後は彼女の後を追って死ぬと決めていた。しかし、後に実沙緒がストレスにより倒れた際に彼女から夢の中で子供に会ったことを打ち明けられ、同時に「バラバラの時間を生きるのではなく二人で一緒に生きたい」と伝えられる。それにより考えを改め、子供が生まれるときまで実沙緒のそばにいる事を決めた。
実沙緒の出産後、生死の境をさまよった彼女を助けるために口移しで実沙緒から「預かっていた」仙果の力を返し、その結果実沙緒の命を繋ぐことに成功する。その後は足が不自由になった実沙緒に寄り添い続け、彼女のリハビリにも付き添っていることが語られた。
烏水 祥/僧正（うすい しょう/そうじょう）
声：櫻井孝宏 / 演：神田聖司
八大天狗の一人で匡の兄。22歳。180cm。烏水一族の嫡男。弟の匡を凌ぐ力の持ち主だったが、太郎達三兄弟の事件で臣下の心が離れ、跡継ぎの座を追われる。蠱術を得意とする。
実沙緒には特別な感情を抱いており、幼い頃によく彼女を傷つけていた。臣下に下ったのちも二度にわたって実沙緒を襲う。後にある事件により僧正の位を剥奪されて蔵に幽閉されることとなった。その後、蔵が崩壊した際に実沙緒をかばって蔵の下敷きになり命を落とすが、何故か遺体は見つからなかった。
実は彼の支持者である琅が反魂の術をかけたことにより、生前をしのぐ大きな力を持って蘇生していた。後に匡と実沙緒が結ばれると妖怪を指揮して人間への無差別攻撃を行い、その後匡達がいる天狗の郷に帰還すると同時に自分の支持者達を率いて匡との争いを繰り広げた。その争いの最中に実沙緒に自分の想いを伝え、今までのけじめをつけるべく自分の支持者に「今後は匡に仕える」ことを約束させて弟との一騎討ちに挑んだ。最後は一騎討ちの末に敗北したが、その直後かえでがかけた反魂の術により暴走。実沙緒によって一時的に暴走が止まった後、匡に討ち取られて二度目の死を迎えた。
その後は天狗一族に逆らった逆賊と見なされ、死後は墓を作ることも許されなかったことが語られている。
実は「仙果録」の結末を知っており、実沙緒を延命させるための方法を独自に探していた。その過程で「仙果の娘は夫となる妖怪にエネルギーを分け与えるのではなく『預ける』のであり、夫が仙果の娘から預かり保存していたエネルギーを返せば仙果の娘は生き長らえることが出来るのではないか」という推測を独自に行っていた（このことは生前祥が書き残していたメモにも記されていたが、断片的な内容だったこともあって匡や楊は「保存」を「保存の術」のことであると間違えていた）。
烏水 楊（うすい よう）
匡と祥の父親で先代当主。51歳。182cm。5年前に姿を消し、音信不能になっていたが匡の屋敷に姿を現した。
祥の残虐性を知ったことから彼を次期当主の座から外し、次男の匡を次期当主に推そうとしていた。しかし協力者を募っていた際に偶然にもそのことを知ったゆりが長老達に密告したため計画が露見、当主の座を追われてしまう。その後、妻の行いを知って彼女に手を上げてしまい、数日後に妻の自殺を知って責任を感じ、天狗の郷から姿を消していた。
物語の後半で匡達の下へ戻り、実沙緒にはゆりの死の経緯を、匡には妖怪と手を組み人間を襲っていた黒幕が天狗の中にいることを教えた。その後匡と祥の一騎討ちの際に彼らの間に入り、片腕を失う。
物語終盤では実沙緒の延命の方法を探す匡に対し、保存の術のことを教えた。また、この段階で実沙緒の母・陽子と面識があることが明かされている。
烏水 ゆり（うすい ゆり）
匡と祥の母親で楊の妻。故人。庇翼院で育ちここで初めて楊と出会った(庇翼院については下記を参照)。出会ったときはゆりは7歳、楊は18歳と年は11歳離れていたが、10年後楊の妻になった。その後は二人の子供を授かり幸せに暮らしていたが、ある時楊が祥ではなく次男の匡を次の当主にしようとしていたことを知り、その事を天狗の長老達に密告し楊が当主の座を追われる原因を作ってしまう。そのため夫が当主の座を追われたことに責任を感じ、服毒自殺してしまった。
令/相模（りょう/さがみ）
声：石田彰 / 演：太田将熙
八大天狗の一人。24歳。181cm。正式な名前は「令」。唯一の既婚者で匡のいとこ・あやめの夫。伯耆（悠）の兄でもある。実はかなりの愛妻家。いつも落ち着いており、匡に適切な意見を述べる。
最終章では仙果録の結末を知って実沙緒だけを生かすことを考えていた匡を諫め、彼に「実沙緒との子供は彼女が生きていた証、その子を諦めてはならない」と助言した。
匡と実沙緒が無事結婚し幸せな家庭をつくれるようにとの願掛けから髪を伸ばしており、最終回では実沙緒が助かった後その髪を切ってショートヘアになった。6年後も弟・伯耆と共に変わらず匡に仕えている。
悠/伯耆（ゆう/ほうき）
声：宮田幸季 / 演：正木郁
八大天狗の一人。15歳。170cm。正式な名前は「悠」。相模の弟。相模曰く「善悪の区別がつかない」らしい。
最終話では6年後も兄の相模と共に匡に仕え続けていることが語られた。
剛/前鬼（ごう/ぜんき）
声：吉野裕行 / 演：碕理人
八大天狗の一人。20歳。175cm。匡の嘘で一時期、実沙緒にシスコンだと思われていた。大阪生まれで、関西弁で喋る。兄弟は20人。すみれという妹がいる。本名は「剛」。
最終話では庇翼院の院長になるべく修行を積んでいることが語られた。
丈/豊前（じょう/ぶぜん）
声：小西克幸 / 演：横山真史
八大天狗の一人。26歳。190cm。青い目をしている。花柳病の噂も流れたが、匡の嘘である。実は匡の母・ゆりに想いを寄せていた。先代から豊前の役で、本名は「丈」。
最終話では八大を辞して地方の任を得、天狗の郷を離れていたが、颯の誕生日に匡の屋敷を訪れて匡や実沙緒達と再会した。
太郎（たろう）
声：仲西環
八大天狗の一人。三つ子の長男。6歳（最終話では12歳）。110cm。兄弟の中で1番できが悪いらしく、手元に置き鍛えてくれる匡のことを尊敬している。料理、家事、花の世話が得意。
最終回では、弟達と共に颯の世話係となっていることが語られた。
次郎（じろう）
八大天狗の一人。三つ子の次男。6歳（最終話では12歳）。ちょっといじわる＜せこい＞。勉強が特意で三つ子の中で一番優秀だと言われている。
最終話では颯の世話係となっており、颯に勉強などを教えている。物語の最後に実沙緒と匡の顛末を全て記録しようと決意し、烏水一族の「仙果録」を執筆した。
三郎（さぶろう）
八大天狗の一人。三つ子の三男。6歳（最終話では12歳）。アフロヘアーで、太郎・次郎と同じサイズの帽子はかぶれない。3人の中で一番怪力。
最終話で成長した姿となって登場。アフロヘアだった髪は長いドレッドヘアとなっていた。
また、最終話では太郎・次郎・三郎の妹と思われる三つ子の姉妹が登場している。
江/僧正（こう /そうじょう）
演：中谷知彦
元八大天狗。祥の世話係を勤めていたが、祥が幽閉された後新しい僧正に任命される。しかしそれは匡が江がどう動くかを検証する為のものであり、結局はお役目をすぐに解かれた。
烏水 あやめ（うすい あやめ）
演：花奈澪
匡の父方のいとこ。相模の妻。23歳。162cm。
体は病弱だが心は強い。後に治療薬として実沙緒の血をもらい、見事に回復した。儚く細い美人で、実沙緒曰く鑞梅に似ているらしい。小さい頃、匡のために「水鏡」で遠くの人間界にいる実沙緒をみせていた。
最終話では相模との間に年子の子供を授かったことが語られている。
烏水 颯（うすい そう）
最終章で登場する実沙緒と匡の子供。子供時代の匡にそっくりな容姿を持つ。実沙緒の胎内にいたときに実沙緒の夢の中に現れ、彼女に自分の名前を伝えた。名前の当て字は匡が考えたもの。
最終回では6歳になった颯が登場する。

#### 庇翼院
天狗の郷にある施設。郷で孤児になった子供が引き取られる。
かえで
祥の世話をしている女性。琅の娘で庇翼院育ち。
祥の支持者の一人で、祥と匡の一騎討ちの直後に祥を助けようと反魂の術をかけたが、直後に匡が祥を討ったことによって失敗、自分も命を落とした。
琅（ろう）
郷の中の内通者。かえでの父親。
もともとゆりを偏愛しており、ゆりが死んだのは祥を一族の当主にしたかったからだと思い込んでいた。そのため祥の死後、彼を当主にしようと自らの命とひきかえに反魂の術をかけて祥を復活させる。

### 道成寺
白蛇の一族。毒を持っており、薬や毒の調合を得意とする。
道成寺 希世（どうじょうじ きよ）
演：石川志織
16歳。155cm。匡のことが好き。
道成寺 権助（どうじょうじ けんすけ）
演：山口大地
希世の双子の弟。実沙緒を好きだったが諦める。匡たちにつかまった際に「仙果録」の前半を話す。解放される前に実沙緒に印籠に入った毒を渡す。
物語の終盤で匡から実沙緒が出産と同時に死ぬ運命にあることを告げられ、彼に堕胎薬を調合するよう要請されるが、実沙緒にこのまま子供を堕胎してもいいのかと問いかけ、彼女の強い決意を知って匡の頼みを断った。

### 葛葉
狐の一族。300年前、当時の当主が仙果の娘を花嫁に迎える事に成功しており、その顛末を記した書物「仙果録」を所持していた。
葛葉 修平（くずのは しゅうへい）
声：谷山紀章 / 演：大山将司
葛葉一族の長。17歳。178cm。高校1年生として実沙緒の学校に入り、実沙緒に近づく。白蛇と手を組んで実沙緒を奪おうとした際に、匡に殺される。彼の死は実沙緒が覚悟を決めるきっかけとなった。
葛葉 忠信（くずのは ただのぶ）
演：早乙女じょうじ
修平の兄。人間の恋人蓮子のために自ら長の座を降りたが、修平が死に葛葉一族の長になる。恋人の蓮子と、長として仙果である実沙緒を狙わなくてはならない定めの間で葛藤する。匡とは親友であった。匡と戦うが敗れ、蓮子と共に生きる道を選ぶ。その戦いの最中に葛葉が所有する「仙果録」が盗まれる。
実は「仙果録」の結末を知っており、彼もまた実沙緒を死なせないための方法を独自に探していた。

### その他
城ノ内 蓮子（じょうのうち れんこ）
演：梅田悠
葛葉忠信の恋人で女子大生。実沙緒の父・原田好生の教え子でもある。19歳。168cm。
アーチェリーの選手でもあり、全国大会に出たことがあるほどの腕前の持ち主。霊感がある。
原田 好生（はらだ よしお）
演：瀬下尚人
実沙緒の父。41歳。大学のサークルの先輩である陽子を何年もかけて口説き結婚した。親バカで、娘の実沙緒を大切に思っている。物語終盤で実沙緒が匡との結婚を報告しに来た際には娘の懐妊を知って驚いたものの、動揺する妻を制して実沙緒の決断を支持し、二人の結婚を許した。
大学の講師の職に就いており、古文書の研究を行っている。城ノ内蓮子は彼の教え子の一人。
かつてある寺の世話になったことがあり、その時に寺の息子である渡辺頼光と知り合った。頼光が霊障により数々の大怪我を負っている事を知っている。
原田 陽子（はらだ ようこ）
演：秋本奈緒美
実沙緒の母。44歳。幼い頃の匡を知っている。終盤で実沙緒が匡との結婚を報告しに来た際には娘の懐妊を知って動揺していたが、夫・好生に後押しされる形で結婚を許した。
実沙緒と匡の結婚から数ヶ月後、高層マンションに住んでいる友人の下を訪ねた際に火災に巻き込まれ、逃げ遅れたところを偶然駆けつけた匡に助けられる。その際匡が妖怪だったことを知ってしまったが、その後匡や実沙緒と三人で過ごした際に実沙緒と匡が幸せそうにしている様子を見て「あそこまで実沙緒に幸せそうな顔をさせてくれる人を選んでくれて誇りに思う」と実沙緒に話し、匡に実沙緒を幸せにしてやってほしいと頼んだ。
マナ
声：米澤円
実沙緒の友達。大学生の彼氏持ち。
カナ
実沙緒の友達。中学の同級生だった彼氏がいる。
渡辺 頼光（わたなべ らいこう）
好生が世話になった寺の息子。8歳の時、妖に襲われて頭部に大きな傷を負わされ、その経験から妖怪を一方的に憎んでいる。普段から帽子をかぶっているが、これは幼少時に妖怪につけられた頭の傷跡を隠すため。また、これまでにも妖や霊障で全身に大きな傷を複数負っている。頭に怪我をした一件から妖との共存については否定的で、実沙緒と匡の関係を快く思っていない。
実沙緒同様妖怪が見える人間であるが、そのことを他人に信じてもらえず「変人」扱いされたことから心を閉ざしており、唯一自分と同じように妖怪が見える実沙緒に対しては心を開いていた。そのため実沙緒を守りたいと密かに願っており、その願いから二度にわたって匡を調伏しようとしたが、それが実沙緒の怒りを買う結果を招いたため失敗に終わる。
後に妖による人間への無差別攻撃が始まった際に実沙緒の前に三度現れ、彼女に自分の側につくよう要求するが、直後に匡に邪魔をされ失敗。その際匡から「今後一切実沙緒に近づくな」と一喝され、それ以来二人の前に現れなくなった。
剣ヶ峰の公子（けんがみねのこうし）
竜の化身でより神に近い存在。天狗がいかに高等な妖といえど次元が違う存在でもともとかなう相手ではないが、妖と敵対することはない。匡に病で伏せっている妹を助けてほしいと頼みに来た。

## 用語
仙果の娘（せんかのむすめ）
100年に一度に生まれる特殊な体質の女性。血を妖に与えれば寿命が延び、肉を与えれば不老不死をもたらし、花嫁に迎えれば一族の繁栄をもたらすようになると言われる。実は多くの妖から「繁栄を齎すための道具」として捉えられており、仙果の娘と愛し合っている匡は他の妖から「異端」だと言われていた。また、「仙果録」によれば、300年前に葛葉一族の嫁となった仙果の娘は出産と同時にお腹の子に精気を吸われて死亡したという。
実沙緒は自分の血液を匡や八大達に与えて彼らの傷を回復させていた他、後に匡に抱かれることで彼に強大な力を与えた。
実は妖に力を「分け与える」のではなく「預ける」存在で有り、夫となった妖が仙果の娘から預かった力を返すことによって、仙果の娘の命を繋ぐことが出来るという解決策があった。
仙果録（せんかろく）
葛葉一族が300年前に仙果の娘の嫁取りに成功し、その後の経緯を記述した書物。匡と忠信の争いの最中に何者かに盗み出され、一時行方がわからなくなっていた。
前半部には仙果の娘の力に関する解説と葛葉一族の当主が仙果の娘を娶るまでの経緯が、後半部には仙果の娘が葛葉一族の当主の子を懐妊・出産した際の経緯が記されていた。
最終回では、次郎によって匡と実沙緒が結ばれるまでの経緯とその後の経緯を記した新たな「仙果録」が執筆された。
反魂の術（はんごんのじゅつ）
死んだ者を自らの命とひきかえに生き返らせる術。生き返った者は生前を凌ぐ大きな力を持って蘇ってくる。禁術であり、匡も伝承の中でしか聞いた事がなかった。
保存の術
祥が実沙緒を生き長らえさせる方法として見つけた術。人間を仮死状態にして何十年も眠らせるという術で、匡は実沙緒の延命の方法が見つかるまで彼女にこの術をかけようとしていたが、実沙緒の説得により保存の術をかけることを断念した。

## 番外編
- BLACK BIRD 2巻収録作品
  - BLACK BIRD スペシャルショート（2006年『ベツコミ』秋の超!特大号掲載）
- BLACK BIRD 3巻収録作品
  - BLACK BIRD 番外編（2007年『ベツコミ』夏の超!特大号掲載）
- BLACK BIRD 4巻収録作品
  - DECADE - ディケイド - （『BLACK BIRD』4巻・かきおろし作品）
- BLACK BIRD 5巻収録作品
  - SANCTUARY - サンクチュアリ - （2008年『ベツコミ』春の超!特大号掲載）
- BLACK BIRD 7巻収録作品
  - Angels - エンジェルズ - BLACK BIRD 外伝（2008年『ベツコミ』8月号・別冊付録掲載）
  - ICE - アイス - （2008年『デラックス・ベツコミ』秋の超!特大号掲載）
- BLACK BIRD 8巻収録作品
  - Nightmare - ナイトメア - （2009年『ベツコミ』1月号付録掲載）
- BLACK BIRD 9巻収録作品
  - BLACK LITTLE BIRD 前編（2009年『ベツコミ』5月号掲載）
  - BLACK LITTLE BIRD 後編（2009年『ベツコミ』6月号掲載）
- BLACK BIRD 10巻収録作品
  - BLACK BIRD 番外編（2009年『ベツコミ』12月号付録掲載）
- BLACK BIRD 12巻収録作品
  - BLACK BIRD 番外編 BOSS（2010年『ベツコミ』11月号掲載）
- BLACK BIRD 13巻収録作品
  - BLACK BIRD お正月 番外編（2011年『ベツコミ』1月号付録掲載）
- BLACK BIRD 14巻収録作品
  - BLACK BIRD 特別編 第1話 TAXI - タクシー -
  - BLACK BIRD 特別編 第2話 BATH - バス -
  - BLACK BIRD 特別編 第3話 BLUE - ブルー -
  - BLACK BIRD 特別編 第4話 ALBUM - アルバム -
  - 教えて!鳥水先生（『BLACK BIRD』14巻・かきおろし作品）

## 単行本
1. 2007年1月26日刊行、ISBN 978-4-09-130837-5
2. 2007年6月26日刊行、ISBN 978-4-09-131085-9
3. 2007年10月26日刊行、ISBN 978-4-09-131300-3
4. 2008年2月26日刊行、ISBN 978-4-09-131437-6
5. 2008年6月26日刊行、ISBN 978-4-09-131649-3
6. 2008年10月24日刊行、ISBN 978-4-09-132130-5
7. 2009年1月26日刊行、ISBN 978-4-09-132208-1
8. 2009年5月26日刊行、ISBN 978-4-09-132374-3
9. 2009年11月26日刊行、ISBN 978-4-09-132728-4
10. 2010年3月31日刊行、ISBN 978-4-09-133117-5
11. 2010年7月31日刊行、ISBN 978-4-09-133387-2
12. 2010年12月1日刊行、ISBN 978-4-09-133508-1
13. 2011年4月26日刊行、ISBN 978-4-09-133789-4
14. 2011年8月26日刊行、ISBN 978-4-09-134032-0
15. 2012年1月26日刊行、ISBN 978-4-09-134299-7
16. 2012年6月26日刊行、ISBN 978-4-09-134499-1
17. 2012年11月26日刊行、ISBN 978-4-09-134780-0
18. 2013年4月26日刊行、ISBN 978-4-09-135254-5 限定版、ISBN 978-4-09-159147-0

## 小説
原作・イラスト:桜小路かのこ　著者:時海結以　
- BLACK BIRD ―MISSING― 2010年3月26日刊行、ISBN 978-4-09-133270-7

第6巻の冒頭・正月とバレンタインの間に起きた事件を描く外伝小説。

### ストーリー
ある年の冬、実沙緒が突如行方不明になり、周囲の人々が実沙緒の存在を忘れてしまうという事件が起こる。この異常事態に匡は妖怪が関わっていると考え、実沙緒の行方を捜し始める。
一方、失踪した実沙緒は「鬼」という強力な妖怪の下に捕らえられていた。鬼の一族は滅亡の危機に瀕しており、それを回避すべく仙果の娘である実沙緒に自分達の子供を産ませようとしていたのだ。
実沙緒をさらった鬼・黒塚は長老達から実沙緒を抱くよう命じられるが、彼にはツバキという恋人がいた。恋人を一族の長・紅葉様に人質に取られている黒塚は、命令とツバキへの想いとの間で板挟みになり…

### 登場人物
黒塚（くろづか）
実沙緒を誘拐した男性の鬼。鬼一族の長・紅葉様のしもべ。
鬼の長老達から仙果の娘を抱いて力を得るよう命じられている。
ツバキ
黒塚のかつての許嫁
紅葉様
鬼の一族の長。

## 公式ファンブック
2012年11月26日刊行
単行本17巻と同時発売。設定資料集とストーリーのまとめを掲載。

## 舞台版
2019年3月27日から31日にかけて博品館劇場にて上演された。
キャスト
- 妖もの - 演：工藤博樹、一条龍之介、西村大樹、三浦花奈子、百瀬友水、北野くるみ、正井雪香

スタッフ
- 原作 - 「BLACK BIRD」/桜小路かのこ（小学館フラワーコミックス）
- 演出 - キムラ真（ナイスコンプレックス）
- 脚本 - 藤吉みわ（劇団ズッキュン娘）
- 総合プロデュース - 黒谷通生（レジェンドステージ）
- 企画・制作 - レジェンドステージ
- 主催 - 舞台版「BLACK BIRD」製作委員会